# Liptovské Matiašovce
Liptovské Matiašovce (ungarisch Mattyasóc) ist eine Gemeinde im Norden der Slowakei mit 321 Einwohnern (Stand 31. Dezember 2024), die zum Okres Liptovský Mikuláš, einem Teil des Žilinský kraj, gehört und zur traditionellen Landschaft Liptau gezählt wird.

## Geographie
Die Gemeinde befindet sich im Mittelteil des Talkessels Liptovská kotlina (Teil der größeren Podtatranská kotlina) im Tal des Baches Suchý potok, unterhalb des Übergangs vom Chočgebirge in die Westtatra. Das Ortszentrum liegt auf einer Höhe von 623 m n.m. und ist 14 Kilometer von Liptovský Mikuláš entfernt.
Nachbargemeinden sind Kvačany im Westen und Norden, Liptovský Trnovec im Osten und Süden und Liptovská Sielnica im Südwesten.

## Geschichte

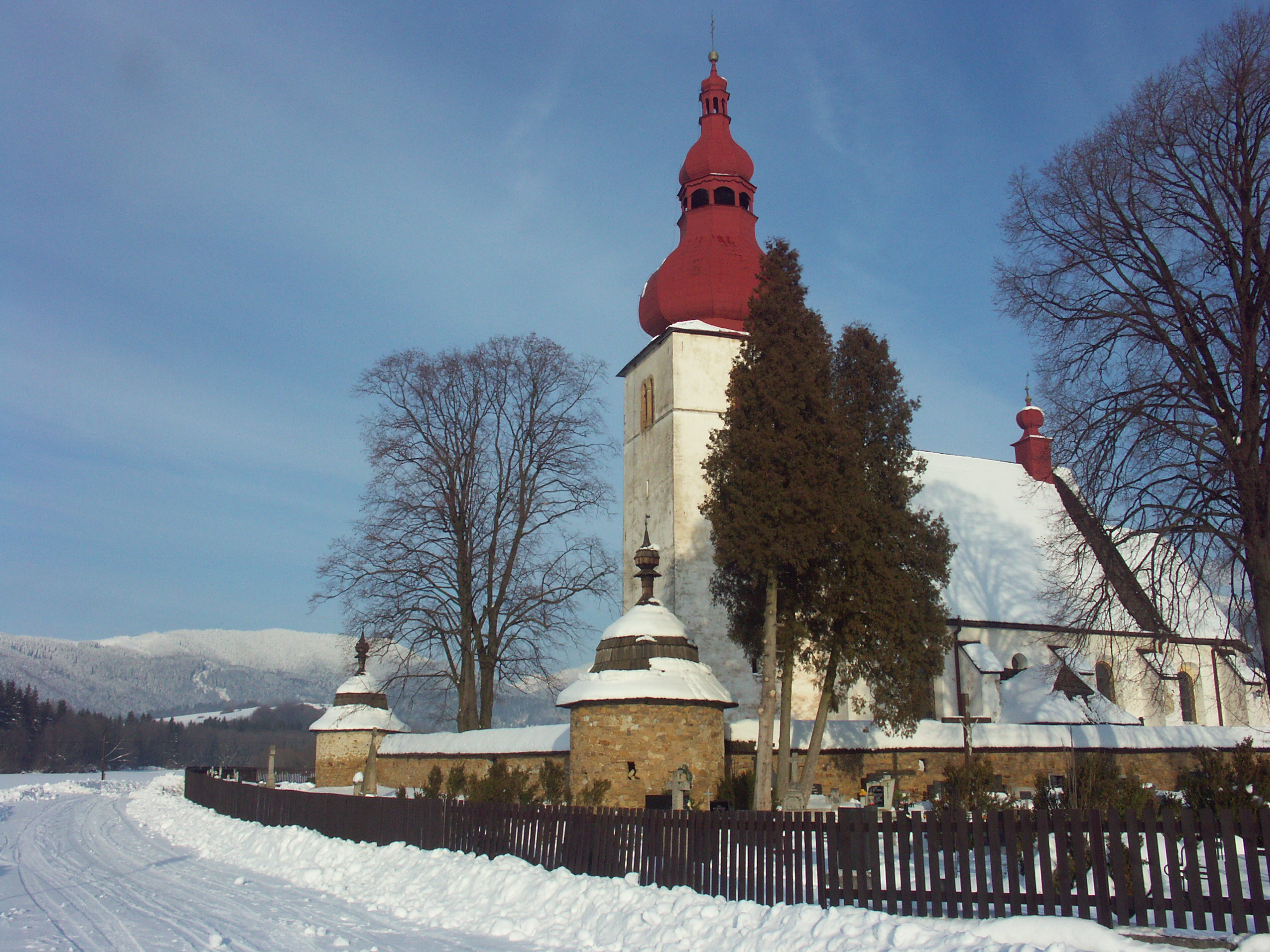
Ladislauskirche in Liptovské Matiašovce

Auf dem heutigen Gemeindegebiet gab es eine Siedlung der Puchauer Kultur sowie eine in der Römerzeit.
Der Ort wurde zum ersten Mal 1412 als Mathiassfalawa schriftlich erwähnt und war Besitz des örtlichen Geschlechts Mattyasovszky sowie anderer landadliger Familien. Vom 17. bis ins frühe 20. Jahrhundert war die Gemeinde in zwei selbständige Orte, Nižné Matiašovce und Vyšné Matiašovce, geteilt. 1784 hatten die Ortschaften 31 Häuser und 233 Einwohner beziehungsweise 15 Häuser und 132 Einwohner, 1828 zählte man 31 Häuser und 256 Einwohner beziehungsweise 16 Häuser und 151 Einwohner. Die Haupteinnahmequelle war Landwirtschaft.
Bis 1918 gehörten die im Komitat Liptau liegende Orte zum Königreich Ungarn und kamen danach zur Tschechoslowakei und schließlich zur Slowakei. 1924 wurden die nun Dolné Matiašovce und Horné Matiašovce genannten Orte wieder vereinigt.

## Bevölkerung
| Jahr                | 1994 | 2004    | 2014    | 2024    |
| ------------------- | ---- | ------- | ------- | ------- |
| Anzahl der Personen | 303  | 289     | 299     | 321     |
| Unterschied         |      | −4,62 % | +3,46 % | +7,35 % |

| Jahr                | 2023 | 2024    |
| ------------------- | ---- | ------- |
| Anzahl der Personen | 322  | 321     |
| Unterschied         |      | −0,31 % |

Nach der Volkszählung 2011 wohnten in Liptovské Matiašovce 300 Einwohner, davon 297 Slowaken sowie jeweils ein Deutscher und Tscheche. Ein Einwohner machte keine Angabe zur Ethnie.
282 Einwohner bekannten sich zur römisch-katholischen Kirche, fünf Einwohner zur Evangelischen Kirche A. B. und ein Einwohner zur griechisch-katholischen Kirche. Sechs Einwohner waren konfessionslos und bei sechs Einwohnern wurde die Konfession nicht ermittelt.

## Bauwerke und Denkmäler
- römisch-katholische Ladislauskirche aus dem 16. Jahrhundert, mit barocken Befestigungen (Mauer und Schießscharten)
- Kapelle im Barockstil aus dem Jahr 1727

## Verkehr
Durch Liptovské Matiašovce passiert die Straße 2. Ordnung zwischen Podbiel und Liptovský Mikuláš.